# Chorizococcus setariae
Chorizococcus setariae är en insektsart som först beskrevs av De Lotto 1964.  Chorizococcus setariae ingår i släktet Chorizococcus och familjen ullsköldlöss. Inga underarter finns listade i Catalogue of Life.